# کوی شیپینگ
کوی شیپینگ ((به انگلیسی: Cui Shiping)؛ زادهٔ ۱۸ ژوئن ۱۹۶۳)  بازیکن واترپلو اهل چین بود.
وی در مسابقات کشوری و بین‌المللی در مجموع برندهٔ ۱ مدال طلا شده‌است.